# Cohors II Civium Romanorum
Die Cohors II Civium Romanorum [equitata] [pia fidelis Domitiana] (deutsch 2. Kohorte der römischen Bürger [teilberitten] [loyal und treu die Domitianische]) war eine römische Auxiliareinheit. Sie ist durch Militärdiplome und Inschriften belegt.

## Namensbestandteile
- Cohors: Die Kohorte war eine Infanterieeinheit der Auxiliartruppen in der römischen Armee.

- II: Die römische Zahl steht für die Ordnungszahl die zweite (lateinisch secunda). Daher wird der Name dieser Militäreinheit als Cohors secunda .. ausgesprochen.

- civium Romanorum: der römischen Bürger. Die Soldaten der Kohorte wurden bei Aufstellung der Einheit aus römischen Bürgern rekrutiert.

- equitata: teilberitten. Die Einheit war ein gemischter Verband aus Infanterie und Kavallerie. Der Zusatz kommt in drei Inschriften[1] vor.

- pia fidelis (Domitiana): loyal und treu. Domitian (81–96) verlieh den ihm treu gebliebenen römischen Streitkräften in Germania inferior nach der Niederschlagung des Aufstands von Lucius Antonius Saturninus die Ehrenbezeichnung pia fidelis Domitiana.[2] Der Zusatz kommt in mehreren Inschriften[3] vor.

Da es keine Hinweise auf den Namenszusatz milliaria (1000 Mann) gibt, war die Einheit eine Cohors quingenaria equitata. Die Sollstärke der Kohorte lag bei 600 Mann (480 Mann Infanterie und 120 Reiter), bestehend aus 6 Centurien Infanterie mit jeweils 80 Mann sowie 4 Turmae Kavallerie mit jeweils 30 Reitern.

## Geschichte
Die Kohorte war in der Provinz Germania inferior stationiert. Sie ist auf Militärdiplomen für die Jahre 80 bis 153/154 n. Chr. aufgeführt.
Über die Anfänge der Einheit gibt es verschiedene Vermutungen. Der erste Nachweis der Einheit in Germania beruht auf einem Diplom, das auf 80 datiert ist. In dem Diplom wird die Kohorte als Teil der Truppen (siehe Römische Streitkräfte in Germania) aufgeführt, die in der Provinz stationiert waren. Möglicherweise ist die Kohorte auf zwei Militärdiplomen aufgeführt, die auf 81/84 und 95/96 datiert sind. Weitere Diplome, die auf 98 bis 153/154 datiert sind, belegen die Einheit in Germania inferior.
Der letzte Nachweis der Einheit beruht auf einer Inschrift, die auf 171/190 datiert wird.

## Standorte
Standorte der Kohorte in Germania inferior waren möglicherweise:
- Carvium (Rijnwaarden): eine Inschrift[9] wurde hier gefunden.
- Kastell Steincheshof: eine Inschrift[10] wurde in der Nähe gefunden.[11]

Durch eine Inschrift ist belegt, dass Soldaten der Einheit in Steinbrüchen bei Brohl gearbeitet haben.

## Angehörige der Kohorte
Folgende Angehörige der Kohorte sind bekannt.

### Kommandeure
| - [] Obidius [], ein Präfekt (CIL 9, 2958) - Cla[] Aelia[]us, ein Präfekt (CIL 13, 8699) - Marcus Valerius Chalcidicus, ein Präfekt | - Tiberius Memmius Ulpianus, ein Präfekt - Titus Mestrius Severus, ein Tribun |

### Sonstige
| - C(aius) Domitius Rufinus, ein Decurio (CIL 13, 7722) | - Lucius Arnius Bassus, ein Centurio |